# Konstantinos Mitroglou
Konstantinos ("Kostas") Mitroglou (Grieks: Κωνσταντίνος Μήτρογλου) (Kavala, 12 maart 1988) is een Grieks voetballer die doorgaans als aanvaller speelde. Hij tekende in augustus 2017 een contract tot medio 2021 bij Olympique Marseille, dat circa €15.000.000,- voor hem betaalde aan Benfica. Mitroglou debuteerde in 2009 in het Grieks voetbalelftal.
Olympique Marseille verhuurde Mitroglou gedurende het seizoen 2019/20 aan PSV.

## Clubcarrière

### Olympiakos Piraeus
Mitroglou emigreerde als klein kind met zijn ouders naar Duitsland, waar de familie zich vestigde in Neukirchen-Vluyn. Zijn voetballoopbaan begon in het tweede elftal van Borussia Mönchengladbach, waarmee hij uitkwam in de 3. Liga. Zonder één wedstrijd in het eerste elftal van de Duitse club maakte Mitroglou in juli 2007 de overstap naar Olympiakos Piraeus en debuteerde hij alsnog in zijn geboorteland op het hoogste niveau. Hij speelde in zijn eerste 3,5 seizoen bij de club tachtig wedstrijden, maar werd daarin geen onbetwiste basisspeler. Wel maakte hij in deze periode zijn eerste minuten en doelpunten in zowel de Super League, de UEFA Champions League als de Europa League. Ook droeg hij bij aan het winnen van drie landstitels en een supercup, waarin hij het enige doelpunt maakte.
Olympiakos verhuurde Mitroglou in januari 2011 voor een halfjaar aan Panionios en in augustus 2011 voor een seizoen aan Atromitos. Ook met deze clubs was hij actief op het hoogste niveau in Griekenland. Hij was in beide teams basisspeler. Het scoren ging hem in deze periode met 8 doelpunten in 11 competitiewedstrijden en 17 doelpunten in 34 competitiewedstrijden steeds beter af. Zijn productie bij Atromitos leverde hem dat jaar de tweede plaats in het topscorersklassement op, vier doelpunten achter Kevin Mirallas. Mitroglou keerde in juli 2012 terug in de selectie van Olympiakos en haalde ook in het seizoen 2012/13 én in de eerste helft van 2013/14 de dubbele cijfers. Hij tekende op 31 januari 2014 een contract voor vierenhalf jaar bij Fulham, dan actief in de Premier League. Hij speelde dat jaar drie wedstrijden en miste de rest van de competitie vanwege een knieblessure. Hij zag zijn ploeggenoten zodoende voornamelijk vanaf de kant degraderen naar de Championship. Fulham verhuurde Mitroglou gedurende het seizoen 2014/15 aan zijn oude club Olympiakos. Daarmee werd hij dat jaar voor de zesde keer in zijn loopbaan Grieks landskampioen. Met zestien doelpunten werd hij dat seizoen opnieuw tweede in het Griekse topscorersklassement, één doelpunt achter Jerónimo Barrales.

### Benfica
Fulham verhuurde Mitroglou gedurende het seizoen 2015/16 aan regerend Portugees landskampioen Benfica. Hier vestigde hij dat jaar een persoonlijk record door negentien competitiedoelpunten te maken. Hij werd dat seizoen ook voor het eerst buiten Griekenland landskampioen. Benfica nam Mitroglou in juli 2016 definitief over van Fulham. Hij won daarna ook zijn tweede Portugese landskampioenschap met de club en voor het eerst de beker van Portugal. Tijdens dit bekertoernooi scoorde hij negen keer in vier wedstrijden. Samen met zijn zestien doelpunten in de competitie, één in de Taça da Liga en één in de Champions League goed voor een jaartotaal van 27, eveneens een persoonlijk record.

### Olympique Marseille
Benfica verkocht Mitroglou in augustus 2017 voor €15.000.000,- aan Olympique Marseille. Hier lukte het hem niet om zich tijdens zijn eerste seizoen in de basis te spelen. Nadat dat ook niet gebeurde in de eerste helft van het seizoen 2018/19, verhuurde de Franse club hem voor een halfjaar aan Galatasaray. Ook hier bleef een basisplaats uit, vooral vanwege de concurrentie van Mbaye Diagne.

### Verhuur aan PSV
Olympique Marseille verhuurde Mitroglou op 22 augustus 2019 voor de rest van het seizoen aan PSV. Hiervoor maakte hij diezelfde dag nog zijn debuut. Hij viel toen in de 81e minuut in voor Mohammed Ihattaren in een met 3–0 gewonnen kwalificatiewedstrijd voor de Europa League, thuis tegen Apollon Limasol. Daarmee werd hij de eerste Griek in het eerste elftal van PSV. Mitroglou debuteerde met rugnummer 57, maar kreeg vier dagen later zijn officiële rugnummer voor de rest van het seizoen toegewezen: nummer 11. Hij speelde daarna nog één keer met 57, in de met 0–4 gewonnen returnwedstrijd uit bij Apollon Limasol. Hij maakte die dag ook zijn eerste doelpunt voor de Eindhovense club, de 0–2. Een week later scoorde Mitroglou ook zijn eerste doelpunt in de Eredivisie; hij schoof de 1–3 (tevens de eindstand) binnen op bezoek bij RKC Waalwijk.

### Terug naar Griekenland
Op 25 januari 2021 tekende Mitroglu een contract bij de Griekse club Aris.

## Clubstatistieken
| Seizoen         | Club                        | Competitie             | Competitie | Competitie | Beker | Beker | Europa | Europa | Totaal | Totaal |
| Seizoen         | Club                        | Competitie             | Wed.       | Dlp.       | Wed.  | Dlp.  | Wed.   | Dlp.   | Wed.   | Dlp.   |
| --------------- | --------------------------- | ---------------------- | ---------- | ---------- | ----- | ----- | ------ | ------ | ------ | ------ |
| 2006/07         | Borussia Mönchengladbach II | 3. Liga                | 23         | 0          | 0     | 0     | —      | —      | 23     | 0      |
| 2007/08         | Olympiakos Piraeus          | Super League           | 12         | 4          | 0     | 0     | 2      | 0      | 14     | 4      |
| 2008/09         | Olympiakos Piraeus          | Super League           | 7          | 2          | 0     | 0     | 5      | 1      | 12     | 3      |
| 2009/10         | Olympiakos Piraeus          | Super League           | 32         | 9          | 0     | 0     | 12     | 4      | 44     | 13     |
| 2010/11         | Olympiakos Piraeus          | Super League           | 5          | 1          | 1     | 0     | 4      | 0      | 10     | 1      |
| 2010/11         | → Panionios                 | Super League           | 11         | 8          | 0     | 0     | —      | —      | 11     | 8      |
| 2011/12         | → Atromitos FC              | Super League           | 34         | 17         | 5     | 2     | —      | —      | 39     | 19     |
| 2012/13         | Olympiakos Piraeus          | Super League           | 25         | 11         | 9     | 5     | 8      | 4      | 42     | 24     |
| 2013/14         | Olympiakos Piraeus          | Super League           | 12         | 14         | 2     | 0     | 5      | 3      | 19     | 17     |
| 2013/14         | Fulham                      | Premier League         | 3          | 0          | 0     | 0     | 0      | 0      | 3      | 0      |
| 2014/15         | → Olympiakos Piraeus        | Super League           | 24         | 16         | 2     | 0     | 8      | 3      | 34     | 19     |
| 2015/16         | → Benfica                   | Primeira Liga          | 32         | 19         | 4     | 3     | 7      | 2      | 43     | 24     |
| 2016/17         | Benfica                     | Primeira Liga          | 28         | 16         | 6     | 10    | 7      | 1      | 41     | 27     |
| 2017/18         | Olympique Marseille         | Ligue 1                | 19         | 9          | 4     | 4     | 7      | 0      | 30     | 13     |
| 2018/19         | Olympique Marseille         | Ligue 1                | 14         | 3          | 1     | 0     | 5      | 0      | 20     | 3      |
| 2018/19         | → Galatasaray               | Süper Lig              | 7          | 1          | 2     | 1     | –      | –      | 9      | 2      |
| 2019/20         | → PSV                       | Eredivisie             | 13         | 1          | 1     | 1     | 4      | 1      | 18     | 3      |
| 2020/21         | Aris Saloniki               | Super League           | 9          | 2          | 1     | 0     | 0      | 0      | 10     | 2      |
| 2023/24         | SV Scherpenberg             | Landesliga Niederrhein | 4          | 3          | 0     | 0     | –      | –      | 4      | 3      |
| Carrière totaal | Carrière totaal             | Carrière totaal        | 314        | 136        | 38    | 26    | 74     | 19     | 426    | 185    |

## Interlandcarrière
Mitroglou maakte op 14 november 2009 zijn debuut in het Grieks voetbalelftal, als invaller voor Dimitrios Salpigidis in een WK-kwalificatiewedstrijd tegen Oekraïne (0–0). Zijn eerste interlanddoelpunt volgde op 15 augustus 2012, de 1–3 in een met 2–3 gewonnen oefeninterland in en tegen Noorwegen. Mitroglou maakte deel uit van de Griekse selectie voor het EK 2012, waarop hij één keer mocht invallen. Hij speelde drie wedstrijden op het WK 2014 in Brazilië. Zijn toenmalige clubgenoten Ashkan Dejagah (Iran) en Giorgos Karagounis (Griekenland, aanvoerder) waren ook actief op het toernooi.

## Erelijst
| Competitie                    |                    |                                                      |                    |                    |
| Competitie                    | Aantal             | Jaren                                                |                    |                    |
| Olympiakos Piraeus            | Olympiakos Piraeus | Olympiakos Piraeus                                   | Olympiakos Piraeus | Olympiakos Piraeus |
| ----------------------------- | ------------------ | ---------------------------------------------------- | ------------------ | ------------------ |
| Kampioen Super League         | 6x                 | 2007/08, 2008/09, 2010/11, 2012/13, 2013/14, 2014/15 |                    |                    |
| Beker van Griekenland         | 4x                 | 2007/08, 2008/09, 2012/13, 2014/15                   |                    |                    |
| Griekse supercup              | 1x                 | 2007                                                 |                    |                    |
| Benfica                       |                    |                                                      |                    |                    |
| Kampioen Primeira Liga        | 2x                 | 2015/16, 2016/17                                     |                    |                    |
| Taça de Portugal              | 1x                 | 2016/17                                              |                    |                    |
| Taça da Liga                  | 1x                 | 2015/16                                              |                    |                    |
| Supertaça Cândido de Oliveira | 1x                 | 2016                                                 |                    |                    |
| Galatasaray                   |                    |                                                      |                    |                    |
| Kampioen Süper Lig            | 1x                 | 2018/19                                              |                    |                    |
| Beker van Turkije             | 1x                 | 2018/19                                              |                    |                    |
| Turkse supercup               | 1x                 | 2019                                                 |                    |                    |

1 Karnezis ·
2 Maniatis ·
3 Tzavelas ·
4 Manolas ·
5 Moras ·
6 Tziolis ·
7 Samaras ·
8 Kone ·
9 Mitroglou ·
10 Karagounis  ·
11 Vyntra ·
12 Glikos ·
13 Kapino ·
14 Salpigidis ·
15 Torosidis ·
16 Christodoulopoulos ·
17 Gekas ·
18 Fetfatzidis ·
19 Papastathopoulos ·
20 Holebas ·
21 Katsouranis ·
22 Samaris ·
23 Tachtsidis ·
Coach: Santos